# Danny Stempher
Danny Stempher (* 5. August 1995 in Zoetermeer) ist ein niederländischer Eishockeyspieler, der seit 2015 bei den Tilburg Trappers in der deutschen Oberliga Nord unter Vertrag steht.

## Karriere

### Klubs
Danny Stempher begann seine Karriere bei den Zoetermeer Panters, für die er in der Spielzeit 2010/11 sowohl in der Ehrendivision, als auch in der Eerste divisie, der zweithöchsten niederländischen Spielklasse, spielte. Daneben spielte er auch in der zweiten Mannschaft der Eindhoven Kemphanen, den Eindhoven High Techs, ebenfalls in der Eerste divisie. Ab 2011 spielte er dann fest bei den Kampfhähnen sowohl in der ersten Mannschaft in der Ehrendivision, als auch bei den High Techs in der Eerste divisie. Von 2013 bis 2015 stand er zudem im NIJA Talentteam, der Juniorennationalmannschaft, die damals in der Eerste divisie spielte, um dem niederländischen Nachwuchs Spielpraxis zu verschaffen, auf dem Eis. 2014 erhielt er die Bennie-Tijnagel-Trofee als bester Nachwuchsspieler. 2015 schloss er sich den Tilburg Trappers an, die als einziger niederländischer Klub in der Oberliga Nord spielen. Mit diesen konnte er 2016, 2017 und 2018 die Deutsche Oberligameisterschaft gewinnen.

### International
Für die Niederlande nahm Stempher an den Spielen der Division II der U18-Weltmeisterschaften 2012 und 2013 sowie der U20-Weltmeisterschaften 2012, 2013, als er als Torschützenkönig und zweitbester Scorer des Turniers nach seinem Landsmann Tony Ras auch zum besten Spieler seiner Mannschaft gewählt wurde, 2014 und 2015 teil.
Sein Debüt in der Herren-Nationalmannschaft gab der Center beim Division-I-Turnier der 2015, als die Niederländer in die Division II absteigen mussten. Dort spielte er dann 2018, als er die beste Bullybilanz des Turniers erreichte. Nach dem direkten Wiederaufstieg spielte er 2019 wieder in der Division I und musste erneut den Abstieg hinnehmen. Nach dem abermaligen Aufstieg 2022 gelang bei der Weltmeisterschaft 2023 der Klassenerhalt in der Division I. Zudem vertrat er seine Farben bei den Qualifikationsturnieren für die Olympischen Winterspiele in Pyeongchang 2018, in Peking 2022 und in Mailand 2026.

## Erfolge und Auszeichnungen
- 2014 Bennie-Tijnagel-Trofee als bester niederländischer Nachwuchsspieler
- 2016 Deutscher Oberligameister mit den Tilburg Trappers
- 2017 Deutscher Oberligameister mit den Tilburg Trappers
- 2018 Deutscher Oberligameister mit den Tilburg Trappers

### International
| - 2013 Aufstieg in die Division II, Gruppe A, bei der U18-Weltmeisterschaft der Division II, Gruppe B - 2013 Bester Torschütze der U20-Weltmeisterschaft der Division II, Gruppe B - 2018 Aufstieg in die Division I, Gruppe B, bei der Weltmeisterschaft der Division II, Gruppe A | - 2022 Aufstieg in die Division I, Gruppe B, bei der Weltmeisterschaft der Division II, Gruppe A - 2023 Topscorer der Vorqualifikation für die Olympische Winterspiele 2026, Gruppe L - 2023 Bester Stürmer der Vorqualifikation für die Olympische Winterspiele 2026, Gruppe L |